# 安杰伊·杰林斯基
安杰伊·杰林斯基（波蘭語：Andrzej Zieliński，1936年8月20日—2021年12月8日），波兰男子田径运动员。他曾代表波兰参加1964年夏季奥林匹克运动会田径比赛，获得男子4×100米接力银牌。